# Jihosúdánská fotbalová reprezentace
Jihosúdánská fotbalová reprezentace byla založena v roce 2011, kdy získal Jižní Súdán nezávislost. V roce 2012 se stala členem CAF a následně členem FIFA.
První zápas hrál Jižní Súdán na oslavách nezávislosti 10. července 2011 ve městě Džuba. Podlehl keňskému prvoligovému klubu Tusker FC 1:3. 3. srpna pak remizoval s ugandským Villa SC 1:1.
Za tým hraje James Joseph Mago, hráč indického klubu Goa SC a bývalý reprezentant Súdánu, který také vstřelil historicky první branku.

## Mistrovství světa
| Rok    | Účast                                           | Soupisky |
| ------ | ----------------------------------------------- | -------- |
| 2014   | Bez účasti                                      |          |
| 2018   | Nepostoupili z kvalifikace                      |          |
| 2022   | Nepostoupili z kvalifikace                      |          |
| Celkem | Účast – 0× Zlato – 0×, Stříbro – 0×, Bronz – 0× |          |